# Deeping St James
Deeping St James est une paroisse civile et un village du Lincolnshire, en Angleterre.